# Schwere Panzer-Abteilung 502
O Schwere Panzer-Abteilung 502 foi um batalhão de tanques alemão de operação independente na Segunda Guerra Mundial. O batalhão foi a primeira unidade a ser equipada com tanques pesados do tipo Tiger I ou Panzerkampfwagen VI Ausf. E. A unidade esteve ativa na guerra contra a União Soviética na Frente Oriental, e foi um dos batalhões de tanques pesados alemães de maior sucesso, destruindo 1.400 tanques inimigos e 2.000 canhões.

## Formação

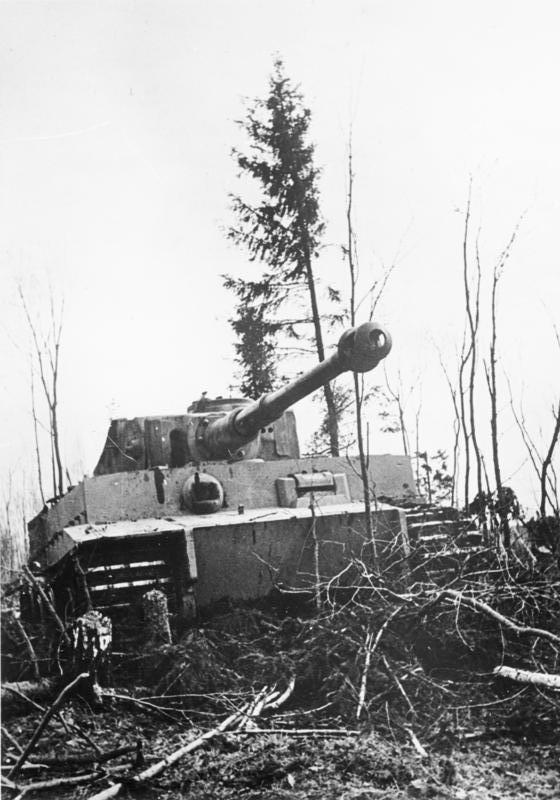
Panzer VI "Tiger I" do Schwere Panzer-Abteilung 502 perto de Leningrado.

Em 25 de maio de 1942, o 502º foi formado a partir do Panzer-Ersatz-Abteilung 35 em Bamberg. Em 23 de julho, Hitler deu a ordem de enviar os primeiros tanques Tiger I para a Frente de Leningrado. O 502º foi a primeira unidade a receber o Tiger I.  Quatro Tiger I foram entregues em 19 e 20 de agosto de 1942. A unidade, agora equipada com o tanque mais pesado da época, passou a ter um decalque com um mamute. Em 29 de agosto de 1942, o 502º chegou à Frente de Leningrado, mas não foi imediatamente usado nos combates.

## Operações

### Tiger I

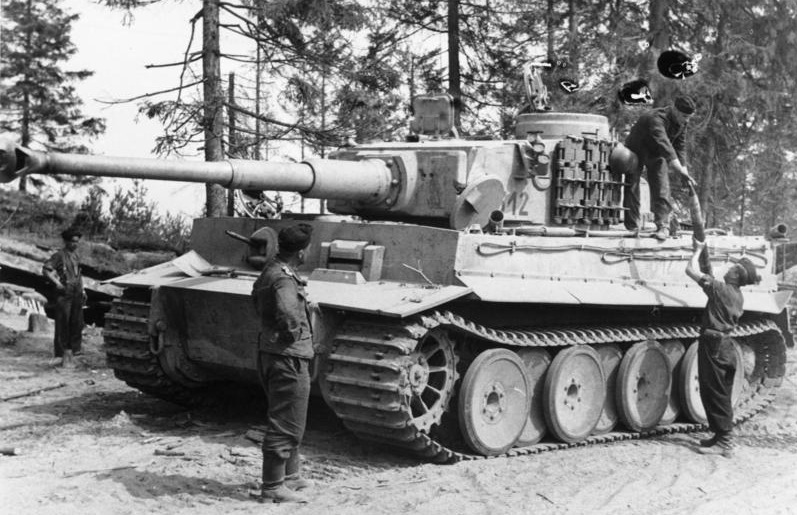
Um Tiger I do 502º perto do Lago Ladoga em agosto de 1943.

Em 16 de setembro de 1942, o Tiger I foi desdobrado pela primeira vez em combate ao sul do Lago Ladoga, perto de Leningrado. Em 22 de setembro, ao atravessar uma estrada, um Tiger ficou atolado na lama. Devido ao fogo inimigo, ele não pôde ser recuperado, embora várias tentativas tenham sido feitas. Em 25 de novembro, o tanque foi destruído para evitar que caísse em mãos inimigas. Esta foi a primeira perda de um tanque Tiger. Em 25 de setembro, vários novos Tigers e Panzers III chegaram. Todos estes foram utilizados para equipar a 1ª Companhia. Em fevereiro de 1943, vários Tigers foram entregues para substituir os tanques perdidos.
Em 14 de janeiro de 1943, tropas soviéticas capturaram um Tiger perto de Leningrado durante a Operação Spark. Outro exemplar deste tanque de última geração foi capturado alguns dias depois. Ambos os Tigers foram transferidos para as instalações de tanques experimentais em Kubinka, onde foram minuciosamente analisados. O Exército Vermelho foi então capaz de desenvolver estratégias para lutar de forma mais eficaz contra as unidades equipadas com esse tanque.
Em 1º de abril de 1943 foram formadas as 2ª e 3ª companhias. Na segunda quinzena de maio, 31 Tigers foram enviados para a unidade, trazendo o batalhão à força de combate estabelecida. Em junho de 1943, devido a mudanças na organização dos batalhões de tanques pesados, a 1ª Companhia foi totalmente equipada com Tigers em vez de uma mistura de Tigers e Panzers III.
O 502º travou batalhas defensivas na Frente Oriental em 1943 e 1944. Ele operou em torno do Lago Ladoga de julho a setembro de 1943. E Newel perto da Bielorrússia durante novembro e dezembro de 1943, para cobrir a retirada das tropas alemãs da área de Leningrado. O 502º defendeu Narva, na Estônia, de fevereiro a abril de 1944. O 502º lutou em Pskov, em abril e maio de 1944 e em torno de Dunaburgo, na Letônia, em julho.

### Tigre II
O 502º recebeu apenas vários Tiger II. Os últimos 13 tanques Tiger II construídos foram recolhidos diretamente da fábrica pelo pessoal da 3ª Companhia do 510º e 3ª Companhia do 502º em 31 de março de 1945. O 502º recebeu oito Tiger II e estes entraram em combate em 1º de abril de 1945.

## Renomeado para 511
Em 5 de janeiro de 1945, o 502º foi renomeado para 511º. Devido à falta de carros Tiger II, o batalhão foi equipado com uma mistura de tanques Tiger I, Tiger II e caça-tanques Hetzer. Lutou na Frente Oriental até 27 de abril, após o qual o batalhão foi dissolvido. Em 9 de maio rendeu-se ao Exército Vermelho. A essa altura, o batalhão tinha 105 Tiger I e oito Tiger II, alegando a destruição de 1.400 tanques e 2.000 canhões.

## Comandantes de Tanques de Sucesso
- Otto Carius (supostamente destruiu mais de 150 tanques, o número exato é desconhecido).
- Johannes Bölter (supostamente destruiu mais de 139 tanques, o número exato é desconhecido).
- Albert Kerscher (supostamente destruiu mais de 100 tanques, o número exato é desconhecido).
- Alfredo Carpaneto (supostamente destruiu mais de 50 tanques, o número exato é desconhecido).[12]
- Heinz Kramer (supostamente destruído mais de 50 tanques, número exato desconhecido).[12]
- Johann Muller (supostamente destruiu mais de 50 tanques, o número exato é desconhecido).[12]

## Comandantes

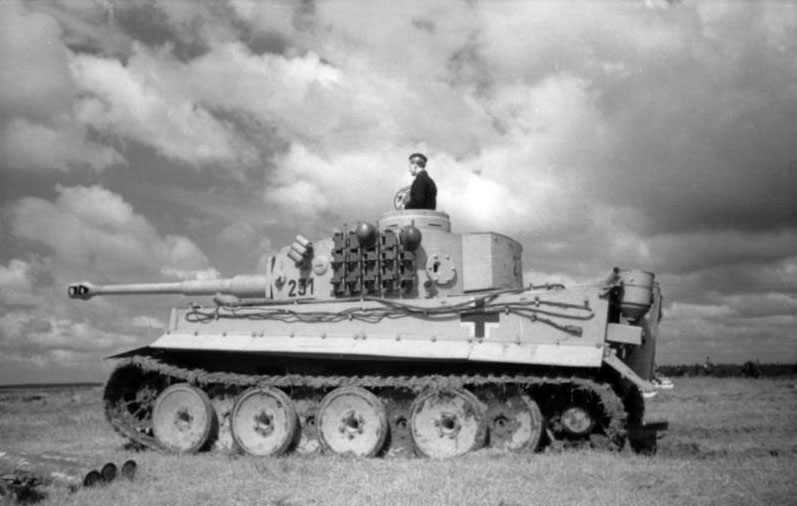
Tiger 231, o primeiro tanque do 3º Pelotão da 2ª Companhia em junho de 1943.

- Major Richard Märker (agosto - novembro de 1942)
- Hauptmann Arthur Wollschläger (novembro de 1942 - fevereiro de 1943)
- Major Richter (fevereiro - julho de 1943)
- Hauptmann Friedrich Schmidt (julho – agosto de 1943)
- Hauptmann Lange (agosto - outubro de 1943)
- Major Willy Jähde (outubro de 1943 - março de 1944)
- Major Hans-Joachim Schwaner (abril - agosto de 1944)
- Hauptmann Ferdinand von Foerster (agosto de 1944 - abril de 1945)